# Taiwanomyia brevicornis
Taiwanomyia brevicornis is een tweevleugelige uit de familie steltmuggen (Limoniidae). De soort komt voor in het Oriëntaals gebied.